# 大湊線営業所
大湊線営業所（おおみなとせんえいぎょうしょ）は、東日本旅客鉄道（JR東日本）盛岡支社にあった大湊線を管理する組織。
2014年3月15日ダイヤ改正で廃止された。

## 組織
- 運輸科…運転士が所属。
- 線路科…保線関係を行う。
- 大湊駅
- 下北駅（下北派出所／ジャスターに業務委託）
- 陸奥横浜駅（陸奥横浜派出所／ジャスターに業務委託）

## 沿革
- 1939年（昭和14年）12月6日 - 大湊駅構内に大湊機関区、青森車掌区大湊支区設置。
- 1958年（昭和33年）10月20日 - 大湊機関区、青森車掌区大湊支区を編入し大湊・大畑線管理所発足。大湊機関区野辺地支区は八戸機関区管轄となる。
- 1972年（昭和47年）2月10日 - 大湊・大畑線管理所廃止に伴い、大湊運転区、青森車掌区大湊支区発足。
- 1985年（昭和60年）7月1日 - 青森車掌区大湊支区廃止、車掌は大湊駅所属（大湊駅乗務員）となる。
- 1988年（昭和63年）3月14日 - 大湊線ワンマン化に伴い、大湊駅乗務員（車掌）廃止。以後、ツーマン運転時は大湊運転区運転士が臨時で車掌業務をする。
- 1989年（平成元年）3月16日 - 大湊運転区が八戸運輸区大湊派出となる。
- 1993年（平成5年）12月1日 - 大湊・下北・陸奥横浜駅と八戸運輸区大湊派出を統合して大湊線営業所発足[1]。
- 2010年（平成22年）12月4日 - 野辺地駅の青い森鉄道移管に伴い、それまで野辺地駅管理だった北野辺地駅・有戸駅が当所管理となる。
- 2014年（平成26年）3月15日 - 大湊線営業所廃止。運転士は八戸運輸区に、駅管理業務は大湊駅、保線業務は青森保線技術センター野辺地派出にそれぞれ移管。

## その他
- 大湊機関区は、蒸気機関車が配置されている時代には最も小さい機関区といわれていた。
- 大湊線営業所長は大湊駅長が兼務する。